# ジュマプ級海防戦艦
ジュマプ級海防戦艦 (Jemmapes classgarde côte cuirassé) はフランス海軍の海防戦艦の艦級である。

## 概要
本級はフランス海軍が自国の沿岸警備のために造り上げた海防戦艦である。

## 艦形
本級の船体形状は当時、フランス海軍が主力艦から軽艦艇に至るまで主に導入していたタンブル・ホーム型船体である。これは、水線部から上の構造を複雑な曲線を用いて引き絞り、船体重量を軽減できる船体方式で、他国では帝政ロシア海軍やドイツ海軍、アメリカ海軍の前弩級戦艦や巡洋艦にも採用された。外見上の特徴として水線下部の艦首・艦尾は著しく突出し、かつ舷側甲板よりも水線部装甲の部分が突出すると言った特徴的な形状をしている。このため、水線下から甲板に上るに従って船体は引き絞られ甲板面積は小さくなっている。これは、備砲の射界を船体で狭められずに広い射界を得られる。
船体形状はこの当時のイギリス海軍やドイツ海軍の海防戦艦と同じく、乾舷の低い平甲板型船体を採用している。水面下に衝角の付く艦首から全く傾斜のない艦首甲板上に「カネー 1887年型 34cm（42口径）砲」を収めた単装式の主砲塔が1基、司令塔を下部に組み込み、両脇に船橋（ブリッジ）を持つ箱型の艦橋の背後には簡素な単脚式の前檣、1本煙突の周囲には煙管型の通風筒が立ち、煙突の周囲は艦載艇置き場となっており、2本1組のボート・ダビットが片舷1組ずつ計2組で運用される。簡素な後部マスト、そこから甲板一段分下がって後部甲板上に後ろ向きの34cm単装主砲塔の順である。副砲の10cm単装砲は単装砲架で片舷2基ずつ計4基を装備した。この武装配置により艦首尾方向に34cm砲1門、舷側方向に34cm砲2門、10cm砲2門が指向できた。

## 同型艦
- ジュマプ（Jemmapes）

- ヴァルミー (Valmy)

## 参考図書
- 「世界の艦船増刊第38集　フランス戦艦史」(海人社)
- 「Conway All The World's Fightingships 1860-1905」（Conway）